# Ла Глоар
„Ла Глоар“ е първият в света броненосец за плаване в открито море, спуснат на вода на 24 ноември 1859 г. в Тулон.
Построен е по проект на инженера Дюпюи дьо Лом и е основният кораб от едноименния клас. Корпусът на кораба е конструиран от дървени и метални части. Металните кил и шпангоути имат двойна обшивка, като вътрешния дървен слой е допълнително обшит с пояс от стоманени плочи с дебелина 110-119 mm.
Поясът е разположен от отметка 1,80 m под ватерлинията до горната палуба на кораба. През 1860 г. англичаните построяват аналогичен кораб — броненосецът „Уориър“, но използват цяла метална конструкция. Композитната конструкция на „Ла Глоар“ става причина за ранното излизане на кораба от строя — през 1883 г. е предаден за брак.

## Галерия
- Фотография на Ла Глоар от 1860 г. Музей на флота, Париж. 2006 г.
- Спускането на Ла Глоар на вода
- Ла Глоар. Фотография от 1860 г.
- Ла Глоар на платна
- Модел на Ла Глоар в Музея на флота, Париж.
- Модел на Ла Глоар в Музея на флота, Париж.
- Еднотипният броненосец „Ла Корон“